# Gonolobus brittonii
Gonolobus brittonii är en oleanderväxtart som beskrevs av Henry Hurd Rusby. Gonolobus brittonii ingår i släktet Gonolobus och familjen oleanderväxter. Inga underarter finns listade i Catalogue of Life.